# Скопин, Александр Павлович
Александр Павлович Скопин (1803—1876) — русский врач и общественный деятель, один из основателей и товарищ председателя Общества русских врачей в Москве.

## Биография
Родился в 1803 году в семье московского мещанина. Учился в Московской медико-хирургической академии, которую посещал в качестве волонтёра. В 1832 году окончил обучение, имея звание лекаря 1-го отделения. Через два года был назначен исполняющим должность адъюнкт-профессора в родной академии, а в январе 1842-го там же был удостоен степени доктора медицины. С 1843 года преподавал в Московском кадетском корпусе. Параллельно, в 1843—1846 гг., работал врачом в Набилковском доме призрения. В 1845 году поступил на должность младшего врача Московского 1-го кадетского корпуса, а с 1861-го и до смерти работал там же старшим врачом. Скончался в июне 1876 года.

## Общественная деятельность
В 1859 году некоторые из наиболее влиятельных русских врачей Москвы решили основать «Общество русских врачей в Москве». 20 февраля 1860 года к ним присоединился Скопин. Он проявил себя как один из наиболее деятельных членов-учредителей образованного общества; поначалу собрания участников нередко проходили на его квартире. В 1866 году (с 15 июня) и в 1867-м он являлся товарищем председателя этого общества.

## Публикации
- De rachitide in genere // Diss. D. M. Mosq. — 1842. — 8°, 87 c.
- Collonema в мозгу // Московская Медицинская Газета. — 1861. — № 46.